# Josh Dubovie
Josh Dubovie est un chanteur anglais né le 27 novembre 1990.
Il a représenté le Royaume-Uni au Concours Eurovision de la chanson 2010 avec le titre That Sounds Good to Me. À l'issue du vote, il termine en vingt-cinquième position, soit à la dernière place, avec dix points.  